# Bitzer SE
 (juin 2010).
Si vous disposez d'ouvrages ou d'articles de référence ou si vous connaissez des sites web de qualité traitant du thème abordé ici, merci de compléter l'article en donnant les références utiles à sa vérifiabilité et en les liant à la section « Notes et références ».
 (juin 2010).
Pour les articles homonymes, voir Bitzer.
La société Bitzer SE (Societas Europaea) est l’un des principaux constructeurs de produits destinés au domaine de la réfrigération et de la climatisation. En 2015 la société, dont le siège est basé à Sindelfingen en Allemagne, a réalisé un chiffre d’affaires de 686 millions d’euros. Elle possède plus de 40 filiales réparties sur les cinq continents et ses effectifs en 2015 s’élevaient à environ 3 400 employés à travers le monde.

## Historique
C’est en 1934 que Martin Bitzer fonda l’entreprise pour la « Fabrication d’appareils frigorifiques ». Elle produisait, dans un premier temps, des détendeurs et des compresseurs à pistons 2 cylindres pour courant continu. Jusqu’en 1959, Martin Bitzer augmente les effectifs de son entreprise qui passent alors à 206 employés et exporte ses produits vers 56 pays. 
En 1961, Ulrich Schaufler, titulaire d’un diplôme d’ingénieur, reprend la société Bitzer Kuehlmaschinenbau GmbH qu’il dirigera jusqu’à sa mort en 1979. Son fils Peter Schaufler lui succède alors. L’entreprise emploie alors 270 personnes et réalise un chiffre d’affaires de 30 millions de deutschemarks. 
Au cours des années qui suivent, Peter Schaufler fonde plus de 40 filiales sur les cinq continents, dont des sites de production en Allemagne, au Portugal, en Chine, en Australie, en Afrique du Sud et aux États-Unis. BITZER prend des participations dans diverses entreprises et finit par reprendre, en 2007, le constructeur danois d’appareils de commande et de régulation Lodam electronics a/s, en 2011 la division Réfrigération pour camions et remorques de la société finlandaise Lumikko et finalement, en 2013, l'entreprise de tradition Armaturenwerk Altenburg GmbH. BITZER applique une politique respectueuse de l’environnement au sein de toutes ses filiales, confirmée par différentes certifications. 
Peter Schaufler, Sénateur h. c., est à ce jour CEO et Président du Conseil de surveillance de la société dont la société-mère a changé de nom en 2008 pour devenir la société anonyme européenne Bitzer SE.

## Produits
La société produit des composants frigorifiques et de climatisation : 
- Compresseurs à pistons
- Compresseurs à vis
- Compresseurs à spirales
- Échangeur de chaleur
- Appareils chaudronnés

## Liens Web
- Site Web de Bitzer SE
- Site Web de Lodam electronics a/s
- Site Web de Lumikko Technologies Oy
- Site Web de Armaturenwerk Altenburg GmbH